# César Fernández Arce
César Fernández Arce es un abogado peruano egresado de la Pontificia Universidad Católica del Perú.
Entre otros cargos, además se ha desempeñado como:
- Presidente de la Corte Suprema de Justicia del Perú, en los años 1980 y 1991.
- Vicepresidente de la Comisión revisora del Código Civil de 1984 (vigente actualmente).
- Representante de la Iglesia católica peruana ante el Consejo Nacional de los Derechos Humanos (1986).
- Miembro del Congreso Democrático de 1992 a julio de 1995. Obtuvo el cargo por elección popular.
- Presidente de la Comisión de Justicia el Congreso Constituyente Democrático, en tres oportunidades: 1993, 1994 y 1995. Cargo asumido por elección.
- Delegado de la Conferencia Episcopal Peruana en la Mesa de Diálogo de la OEA.
- Presidente del Comité de asesores en la parte relativa a legislación sobre el Poder Judicial, Ministerio Público y Consejo Nacional de la Magistratura, en la Mesa de Diálogo de la OEA y sobre derogación de las leyes que homologan a Magistrados Provisionales con titulares, entre otros. Todos estos proyectos fueron aprobados, habiéndose promulgado por el Congreso las leyes respectivas.
- Árbitro del Centro de Conciliación y Arbitraje Nacional e Internacional de la Cámara de Comercio de Lima, desde el 31 de octubre de 2001.
- Vocal alterno del Consejo de Arbitraje (julio de 2002).
- Miembro de número de la Academia Peruana de Derecho, incorporado el 25 de septiembre de 2003.
- Representante de la Pontificia Universidad Católica del Perú en la Comisión de Alto Nivel del Ministerio de Salud del Perú, sobre la anticoncepción oral de emergencia, septiembre de 2003.
- Representante de la Sociedad Civil en la Comisión de Reforma Integral de la Administración de Justicia (CERIAJUS), octubre de 2003-abril de 2004.
- Presidente del Comité Electoral de las Elecciones de Autoridades y Representantes Estudiantiles de la Pontificia Universidad Católica del Perú.

## Publicaciones

### Libros
Es autor de cuatro obras, por el Fondo Editorial de la Universidad Católica del Perú
- Código Civil. Derecho de Sucesiones (tres tomos). 2003.
- Derecho de Sucesiones, Propuestas de reforma del Libro IV del Código Civil. 2008.
- Manual de Derecho de Sucesiones. 2014.
- Derecho de Sucesiones. 2015.

### Artículos en libros
- Derechos Hereditarios del cónyuge sobreviviente en el Código Civil de 1984, en el libro de homenaje a José León Barandiarán. Lima, Editorial Cuzco S. A. 1985.
- La Representación Sucesoria. En: El Código Civil Peruano y el Sistema Jurídico Latinoamericano. Lima, Cultural Cuzco S. A. 1986.
- Las Acciones Reales en el Derecho Sucesorio, En el Libro Homenaje Rómulo E. Lannata Ghihem. Lima, Cultural Cuzco S. A. 1986.
- De los legados, en el Libro de Homenaje a Mario Alzamora Valdez. Lima, Cultural Cuzco S. A. 1988.
- Derecho de Sucesiones. Materiales de Enseñanza. Lima. Oficina de Publicaciones para la Docencia. Pontificia Universidad Católica del Perú. 1996.
- Separación de Hecho ¿nueva causal de divorcio?, en Revista del Colegio de Notarios Separata de Notarius, año VI, N° 6, 1996.
- "Derecho de Sucesiones. Ponencia expuesta en el Seminario El Código Civil de 1984. Reformas o Enmiendas. Nuevas Corrientes en el Derecho", obra publicada por la Facultad de Derecho de la Pontificia Universidad Católica del Perú y Themis, 1997, pág. 113.
- La Unión de Hecho en el Código Civil Peruano de 1984: Análisis de su conceptualista jurídica desde la perspectiva exegética y jurisprudencial. Revista Jurídica Derecho & Sociedad, Año N° 15, 2000.
- Ética y Responsabilidad Profesional. Materiales de Enseñanza. Lima. Oficina de Publicaciones para la Docencia. Universidad Católica del Perú. 2002.
- Derecho Civil. Sucesiones: materiales de Enseñanza. Tomos I y II. Oficina de Publicaciones para la Docencia. Pontificia Universidad Católica del Perú. 2003.

## Expositor en Congresos
Ha participado activamente en numerosas conferencias con motivo de la Revisión y Promulgación del Nuevo Código Civil a partir de 1980, en diversos lugares: Universidad Católica, Ministerio de Trabajo, Cooperativa Santa Elisa, Universidad Inca Garcilaso de la Vega, Petro-Perú, Hospital Rebagliati, Colegio Santo Tomás de Aquino en Chiclayo, Piura y Arequipa. Las conferencias han versado sobre Derecho de Sucesiones, Derechos Humanos, Ministerio Público, Eutanasia, entre otros. Son de especial relevancia las que se enumeran a continuación:
1. Congreso Internacional de Juristas llevado a cabo en la Universidad de Lima, agosto de 1985. Intervino representando al Perú con la ponencia La Representación Sucesoria.
2. Congreso Nacional de Derecho, organizado por la Universidad Mayor de San Marcos. Ponencia La Delación en el Derecho Sucesorio, noviembre de 2000.
3. Ponente en el Seminario La Familia en la Propuesta de la reforma Constitucional, organizado por la Facultad de Derecho de la Pontificia Universidad Católica del Perú, agosto de 2002. Intervino como panelista junto con el Dr. Carlos Fernández Sessarego.
4. Expositor en el curso Testamentos y su Inscripción Registral, para Registradores Públicos (septiembre de 2002), realizado en el Colegio Unión.
5. Panelista en el Congreso Nacional organizado por el Colegio de Notarios de Lima: Seminario Internacional: Arbitraje Comercial y Empresarial, llevado a cabo en el Hotel Sol de Oro (septiembre de 2002). Tema Ética y Arbitraje.
6. Expositor de varias conferencias sobre Ética y Arbitraje, dirigidas a futuros jueces y fiscales, organizadas por el Centro de Conciliación y Arbitraje de la Pontificia Universidad Católica del Perú, realizada durante el año 2002.
7. Expositor en el Simposio Internacional de Derecho, Economía y Ética, organizado por el Colegio de Notarios de Lima (diciembre de 2002).
8. Expositor de la conferencia titulada Comentarios sobre Innovaciones y Propuestas del Derecho de Sucesiones, en el foro denominado A veinte años del Código Civil de 1984, dictada el 27 de abril de 2004 en la Facultad de Derecho de la Pontificia Universidad Católica del Perú, organizado por la asociación Foro Académico.
9. Expositor sobre el Libro de Sucesiones en el Congreso de Derecho Civil Patrimonial titulado Perspectivas, balances y conclusiones acerca de la reforma del Código Civil, ¡un motivo para celebrar?, dictado el 15 de junio de 2004 en la Facultad de Derecho de la Universidad Católica del Perú y organizado por la Asociación de Derecho y Sociedad de la Pontificia Universidad Católica del Perú.
10. Ponente en el Ciclo de Conferencias organizado por el Colegio de Abogados de Lima con motivo de los 200 años de Fundación sobre el tema El Derecho, la justicia y la ética, realizado el 3 de agosto de 2004.
11. Expositor en la Conferencia La reforma del Código Civil: Análisis y Perspectivas, con una duración de dos horas, organizado por la Facultad de Derecho de la Universidad Tecnológica del Perú (UTP), el 14 de junio de 2006.
12. Ponente en la conferencia sobre Derecho de Sucesiones, realizado en la Universidad Privada de Piura, 20 y 21 de octubre de 2006, dirigido a alumnos de Postgrado en Derecho.

## Docencia
1. Catedrático auxiliar del curso Derecho Procesal Civil, en la Facultad de Derecho de la Pontificia Universidad Católica del Perú, durante los años 1957 y 1958.
2. Catedrático del curso Deontología Forense Profesional, en la Facultad de Ciencias Económicas de la Universidad Mayor de San Marcos (1967).
3. Catedrático del Curso Derecho Constitucional, en la Escuela de Oficiales de la Guardia Civil, entre los años 1969 y 1971.
4. Catedrático del Curso Derecho Penal, en la Escuela de Oficiales de la Guardia Civil, entre los años 1972 y 1988.
5. Catedrático del curso Derecho Procesal Civil, de 1980 a 1984, en la Facultad de Derecho de la Pontificia Universidad Católica del Perú.
6. Catedrático del Curso Derecho de Sucesiones, en la Universidad de Lima, desde 1988 hasta 1998.
7. Catedrático del curso de Derecho de Sucesiones, en la Universidad San Martín de Porres, 1985-1986.
8. Catedrático Extraordinario del Curso Derecho de Sucesiones, en la Universidad Femenina del Sagrado Corazón (UNIFE). Desde 1992 hasta julio de 2003.
9. Catedrático principal de los cursos Derecho de Familia y Deontología Forense, en la Facultad de Derecho de la Universidad Católica del Perú, durante los años 1980 a 1990.
10. Catedrático Principal y Coordinador del curso Derecho de Sucesiones de 1981 a la fecha, en la Facultad de Derecho de la Pontificia Universidad Católica del Perú.
11. Catedrático Principal y Coordinador del curso Derecho de Sucesiones, de 1981 a la fecha, en la Universidad Católica del Perú.
12. Catedrático Principal y coordinador del curso Ética y Responsabilidad Profesional, de 2002 a la fecha, en la Facultad de Derecho de la Pontificia Universidad Católica del Perú.
13. Catedrático principal de los cursos Derecho de Familia y Deontología Forense, en la Facultad de Derecho de la Universidad Católica del Perú, durante los años 1980 a 1990.
14. Catedrático del curso Derecho de Sucesiones, en la Facultad de Derecho de la universidad Antonio Ruiz de Montoya, durante los años 2013 a 2015.

## Condecoraciones
1. Título de Doctor en Derecho y Ciencias Políticas otorgado por la Universidad Complutense de Madrid el 7 de diciembre de 1954.
2. Medalla Arrupe, otorgada por la Asociación de Exalumnos del Colegio de la Inmaculada, dirigido por la Compañía de Jesús, el 6 de diciembre de 1988, acto que contó con el discurso del Padre Felipe Mac Gregor, S. J.
3. Condecoración de la Santa Sede, título de Comendador de la Orden San Gregorio Magno, otorgada por el papa Juan Pablo II, el 3 de mayo de 1999.
4. Condecoración Faustino Sánchez Carrión, otorgada por la Universidad Nacional de Trujillo, el 15 de diciembre de 2006.

- Datos: Q20986441